# Тисаашвань
Тисаашвань (укр. Тисаашвань, венг. Tiszaásvány, до 1991 года Минеральное, укр. Мінеральне, до 1946 года Ашвань, венг. Ásvány, словац. Ašvaň) — село в Чопской городской общине Ужгородского района Закарпатской области Украины.

## История
Село известно с XVI века. В марте—апреле 1919 года здесь существовала Советская власть. C 1919 по 1939 — в составе Чехословакии. В 1944 года в окрестностях Ашвани действовал партизанский отряд В. Буянова. От венгерских оккупантов село было освобождено частями Красной Армии 29 октября 1944 года.
До июля 1945 года село не было частью чехословацкой Подкарпатской Руси, а принадлежало словацкому округу Кралёвски Хлмец.
В 1946 году указом ПВС УССР село Ашвань переименовано в Минеральное.

## Население
По данным переписи 2001 года, население насчитывает 852 человека. 95,7 % населения (815) — венгры.